# Тиманское
Тиманское — деревня в Весьегонском муниципальном округе Тверской области.

## География
Деревня находится в северо-восточной части Тверской области на расстоянии приблизительно 18 км на запад по прямой от районного центра города Весьегонск.

## История
Дворов в деревне было 29 (1859), 41 (1889), 69 (1931), 59(1963), 28 (1993), 18(2008)
,. До 2019 года входила в состав Ёгонского сельского поселения до упразднения последнего.

## Население
Численность населения: 169 человек (1859 год), 213 (1889), 280 (1931), 133(1963), 47(1993), 33 (русские 97 %) в 2002 году, 33 в 2010.